# Asplenium erythraeum
Asplenium erythraeum är en svartbräkenväxtart som beskrevs av Pichi-serm. Asplenium erythraeum ingår i släktet Asplenium och familjen Aspleniaceae. Inga underarter finns listade.